# 叶轮木属
叶轮木属（学名：Ostodes）是大戟科下的一个属，为乔木或灌木植物。该属共有12种，分布于印度、马来西亚。